# Kill the Poor
" Kill the Poor " est une chanson des Dead Kennedys, sortie en octobre 1980 sur Cherry Red Records en tant troisième single du groupe, avec "In-sight" comme face B. 

## Réalisation et ventes
La chanson titre a été réenregistrée pour le premier album du groupe, Fresh Fruit for Rotting Vegetables (1980), bien que les versions single et album montrent peu de différences. La face B de ce single est également sur l'album de compilation Give Me Convenience ou Give Me Death (1987). Une "version disco" spéciale a été jouée et enregistrée le 3 mars 1979 et est sortie sur leur album live Live at the Deaf Club
«Kill the Poor» a atteint la 49e place du classement des singles britanniques, passant trois semaines sur le graphique.

## Textes de la chanson
Le texte très ironique écrit par Jello Biafra envisage une bombe à neutrons qui pourrait anéantir uniquement les pauvres, et préserverait le reste de la population. Grâce à cette bombe, tous les tracas liés aux pauvres seraient évités aux classes moyennes et supérieures : les bidonvilles disgracieux, le chômage, et les aides sociales.

## Classements
| Graphique (1980) | Point culminant |
| ---------------- | --------------- |
| UK Indie Chart   | 1               |
| UK Singles Chart | 49              |

## Reprises
- Le groupe de metalcore américain The Agony Scene a repris la chanson pour l'édition spéciale de leur album Get Damned en 2007.
- Le groupe de heavy metal américain Trivium a repris la chanson dans le cadre d'une série de reprises enregistrées lors de la session d'enregistrement de leur album The Sin and the Sentence en 2017.